# 赤いタンバリン
『赤いタンバリン』は、BLANKEY JET CITYの10枚目のシングル。1998年1月21日にポリドールよりリリースされた。

## 概要
前作より4ヶ月ぶりとなるシングル。表題曲はテレビ朝日系『サンデージャングル』オープニングテーマに使用された。
最も売れたシングル。
ミュージック・ビデオ監督は丹修一。

## 収録曲
1. 赤いタンバリン
2. ロンドン
3. ルーディー

## 収録アルバム

### 赤いタンバリン
- オリジナル『ロメオの心臓』（1998年6月24日）
- ライブ『LAST DANCE』（2000年9月20日）
- ベスト『Blankey Jet City 1997-2000』（2000年10月25日）
- ベスト『COMPLETE SINGLE COLLECTION 『SINGLES』』（2013年3月27日）

### ロンドン
- ベスト『RARE TRACKS』（2009年1月21日）

### ルーディー
- ベスト『RARE TRACKS』（2009年1月21日）

## カバー
| 発売日        | タイトル                                                         |
| ------------- | ---------------------------------------------------------------- |
| 2006年7月19日 | COOLER KING McQUEEN『MIDNIGHT JUNKYARD KIDS』                    |
| 2008年5月28日 | COVER TO THE PEOPLE ～LOFT RECORDS 10th aniv.COVER COMPILATION～ |
| 2009年10月7日 | ピストルバルブ『LOVE LOVE GUN』                                  |
| 2021年12月1日 | BiS『BiS DiVE into ROCKS』                                       |